# Pedro Mora (ciclista)
Pedro Mora, nacido en (Pregonero), es un ex-ciclista profesional venezolano.

Fue podio en la Vuelta al Táchira y disputó otras competiciones calendario de ciclismo nacional e internacional.

## Palmarés
1984
- 1.º en 6.ª etapa Vuelta al Táchira, Mérida  Venezuela

1985
- 3.º en Clasificación General Final Clásico Virgen de la Consolación de Táriba  Venezuela

1987
- 1.º en 5.ª etapa Vuelta al Táchira, Santa Bárbara  Venezuela
- 3.º en Clasificación General Final Vuelta al Táchira  Venezuela

## Equipos
- 1985  Club Desurca
- 1987  Club Cadafe